# مانوئل دی الیویرا
مانوئل کاندیدو پینتو دی اُلیویرا (به پرتغالی: Manoel Cândido Pinto de Oliveira) (زادهٔ ۱۱ دسامبر ۱۹۰۸ – درگذشتهٔ ۲ آوریل ۲۰۱۵) کارگردان صاحب سبک پرتغالی بود که از دهه پنجاه تا ۲۰۱۵ به فیلم‌سازی مشغول بود. نقاش و شهر (۱۹۵۶)، نان (۱۹۵۹)، وسوسه مسیح (۱۹۶۳)، مادر باکره (۱۹۷۵)، سفر به آغاز جهان (۱۹۹۷) و تصویر سخنگو (۲۰۰۳) از مشهورین فیلم‌های او به‌شمار می‌روند. او پس از سال‌ها کارگردانی، تنها در سه دهه اخیر شهرت جهانی پیدا کرده‌بود. او برای مدتی پیرترین کارگردان فعال جهان بود. الیویرا با وجود سن بالا همچنان در عرصه فیلم‌سازی فعالیت می‌کرد و به فیلم‌سازی ادامه می‌داد. آخرین فیلم کامل او در سال ۲۰۱۴ در هفتاد و یکمین جشنواره فیلم ونیز به نمایش درآمد.
دوران فعالیت الیویرا از عصر فیلم‌های صامت تا فیلم‌های دیجیتالی ادامه یافت.

## زندگی و حرفه
مانوئل دی اُلیویرا در سال ۱۹۰۸ در پورتو زاده شد. پدر او یک کارخانه‌دار مالک نخستین کارخانه لامپ‌سازی در پرتغال بود. الیویرا با بازی در اولین فیلم‌های ناطق پرتغالی، وارد دنیای سینما شد. او پس از آنکه از تحصیل در دانشگاه انصراف داد، نزد پدرش در کارخانه مشغول به‌کار شد. نخستین تجربه او در کارگردانی، ساخت یک فیلم مستند کوتاه با نام کار در رودخانه دورو (۱۹۳۱) بود. او تا پیش از آنکه اولین فیلم بلند خود را در سال ۱۹۴۲ با نام آنیکی بوبو کارگردانی کند در طول ده سال پنج مستند دیگر ساخت. ۲۱ سال دیگر طول کشید تا الیویرا فیلم سینمایی بعدیش را بسازد. این فیلم که در سال ۱۹۶۳ ساخته شد وسوسه مسیح نام داشت. او در فاصله این دو فیلم، فقط سه مستند ساخته بود.
او این روند فیلم‌سازی خود (وقفه زمانی زیاد بین آثار بلند سینمایی) را تا نیم قرن ادامه داد و سپس شیوهٔ خود را تغییر داد و تصمیم گرفت هر سال یک فیلم بلند بسازد. برخی دلیل کم‌کاری وی در دوره اولیه فعالیتش را فشارهای ناشی از دیکتاتوری سالازار در پرتغال و جریان مستمر فیلمسازی او در دوره دوم فعالیتش را متأثر از همکاری با پائولو برانکو می‌دانند. او از سال ۱۹۹۰ تاکنون تقریباً هر سال یک فیلم ساخته‌است. او تاکنون شش بار در بخش مسابقه جشنواره فیلم کن شرکت کرده که آخرین بار آن در سال ۲۰۱۰ با فیلم مورد عجیب آنجلیکا بود. در این شش بار حضور، او ۵ بار نامزد دریافت نخل طلا بوده و یک بار در سال ۱۹۹۹ برای فیلم «نامه» برنده جایزه ویژه هیئت داوران شده‌است.
مانوئل دی الیویرا، در ۲ آوریل ۲۰۱۵ در ۱۰۶ سالگی در زادگاهش، پورتو درگذشت.

## جایزه‌ها
الیویرا در طول ۸۰ سال فعالیت هنری خود، جوایز سینمایی متعددی به دست آورده‌است که مهم‌ترین آنها عبارتند از: جایزه دوربین برلیناله از جشنواره فیلم برلین، جوایز نخل طلای افتخاری، هیئت داوران، فیپرشی و کلیسای جهانی از جشنواره فیلم کن، جایزه یک عمر دستاورد سینمایی جوایز فیلم اروپا، یوزپلنگ افتخاری از جشنواره فیلم لوکارنو، جایزه آکیرا کوروساوا از جشنواره فیلم توکیو، شیر طلای افتخاری و جایزه ویژه هیئت داوران از جشنواره فیلم ونیز.

## گزیده فیلم‌شناسی
الیویرا بیش از ۵۰ فیلم بلند و مستند ساخته‌است. برخی از مهم‌ترین فیلم‌های او عبارتند از:
- آنیکی بوبو (نخستین فیلم سینمایی الیویرا، ۱۹۴۲)
- نقاش و شهر (مستند، ۱۹۵۶)
- نان (مستند، ۱۹۵۹)
- وسوسه مسیح (مستند، ۱۹۶۳)
- تشریفات بهاری (۱۹۶۳)
- گذشته و حال (۱۹۷۱)
- مادر باکره (۱۹۷۵)
- عشق محتوم (۱۹۷۸)
- فرانسیسکا (۱۹۸۱)
- خاطره‌ها و اعتراف‌ها (۱۹۸۲)
- کفش‌های راحتی ساتن (۱۹۸۵)
- پرونده من (۱۹۸۶)
- آدمخوارها (۱۹۸۸)
- نه، یا فرمان فخرفروشی (۱۹۹۰)
- کمدی الهی (۱۹۹۱)
- روز ناامیدی (۱۹۹۲)
- دره آبراهام (۱۹۹۳)
- مرد کور (۱۹۹۴)
- صومعه (۱۹۹۵)
- مهمانی (۱۹۹۶)
- مارچلو ماسترویانی: به‌یاد دارم (۱۹۹۷)
- سفر به آغاز جهان (۱۹۹۷)
- بی‌قراری (۱۹۹۸)
- نامه‌ها (۱۹۹۹)
- جهان و آرمانشهر (۲۰۰۰)
- پورتوی کودکی‌ام (۲۰۰۱)
- به خانه برمی گردم (۲۰۰۱)
- اصل عدم قطعیت (۲۰۰۲)
- یک فیلم ناطق (۲۰۰۳)
- امپراتوری پنجم (۲۰۰۴)
- آینه جادویی (۲۰۰۵)
- بل توژور (بل توژوغ، ۲۰۰۶)
- کریستوفر کلمبوس؛ انیگما (۲۰۰۷)
- مورد عجیب آنجلیکا (۲۰۱۰)